# Graves (région naturelle)
Pour les articles homonymes, voir Graves.
Les Graves sont une région naturelle situées sur le territoire actuel du département de la Gironde en région Nouvelle-Aquitaine et dans la région culturelle et linguistique de Gascogne.

## Géographie
Définies comme région naturelle, les Graves sont situées dans le sud du Bordelais, enserrées entre la Garonne qui les sépare de l'Entre-deux-Mers à l'est, la Haute-Lande-Girondine au sud et à l'ouest et les Landes de Bordeaux au nord-ouest.

## Histoire
Le territoire de la région des Graves, historiquement tourné, comme le Bordelais, vers la Guyenne, se trouve aujourd'hui dans la région culturelle et linguistique de Gascogne.

## Économie
Les Graves portent sur leur territoire le vignoble du même nom et celui du Sauternais produisant respectivement les vins d'appellation contrôlée graves, sauternes et barsac.

## Culture
Les Graves sont, de tradition, dans la zone d'influence du gascon, dialecte de l'occitan.

La Gascogne du XVIIIe siècle
L'ancienne province de Guyenne
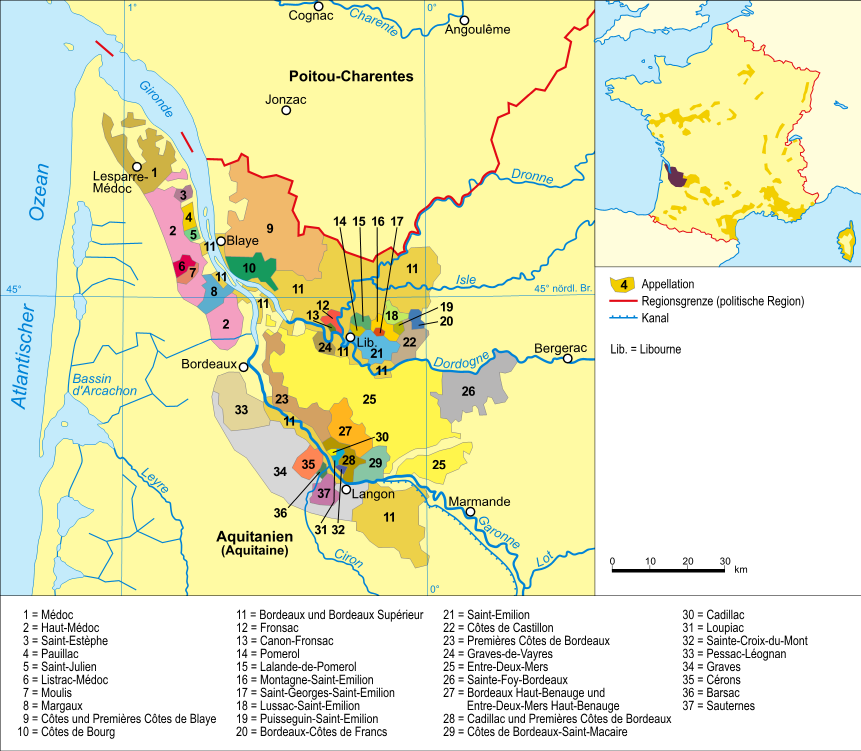
Situation des vignobles de la région des Graves dans le Bordelais
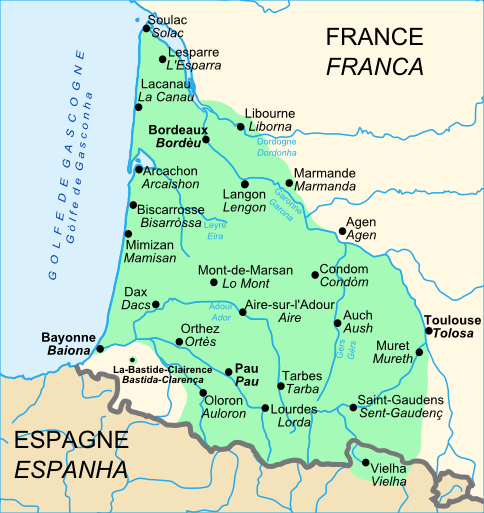
Aire d'influence du gascon